# Collimateur

Exemple de collimateur optique : le faisceau incident divergent ressort en un faisceau collimaté (rayons parallèles).

Un collimateur est un dispositif optique permettant d'obtenir un faisceau de rayons de lumière parallèles à partir d'une source de lumière.
Ce mot vient du latin collimatio (« ajuster ou viser en ligne droite ») qui désigne l'action d'orienter un instrument de visée.
Pour un objet lumineux considéré comme ponctuel, il peut être réalisé en plaçant une lentille convergente de telle sorte que la source de lumière soit au foyer principal objet de la lentille. Les rayons émergents sont alors parallèles à l'axe optique et entre eux et la lentille constitue un collimateur pour cette source.
Le collimateur est intégré à beaucoup d'instruments de visée optique, notamment sur des jumelles ou les lunettes de visée d'armes balistiques. Il permet en effet de ne pas accommoder son regard entre la mire et la zone observée. 
Le terme est passé dans le langage courant avec notamment l'expression « Être dans le collimateur de quelqu'un » qui date du milieu du XXe siècle[réf. nécessaire] et signifie que l'on est ciblé, surveillé de très près. Au sens fort, cette surveillance rapprochée laisse présager une agression, mais ce sens s'est semble-t-il affaibli, n'exprimant plus que l'idée de garder quelqu'un à l'œil sans qu'il y ait nécessairement d'hostilité profonde.

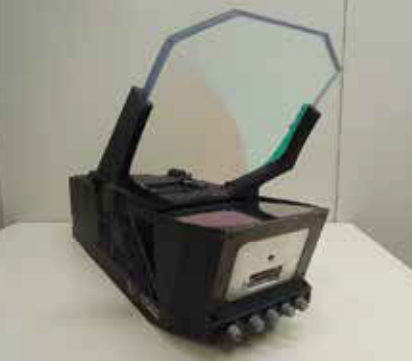
Dispositif d'affichage "tête haute" (HUD) d'un avion de chasse qui projette au travers d'un collimateur les paramètres de vol et d'objectif sur une vitre partiellement réfléchissante.

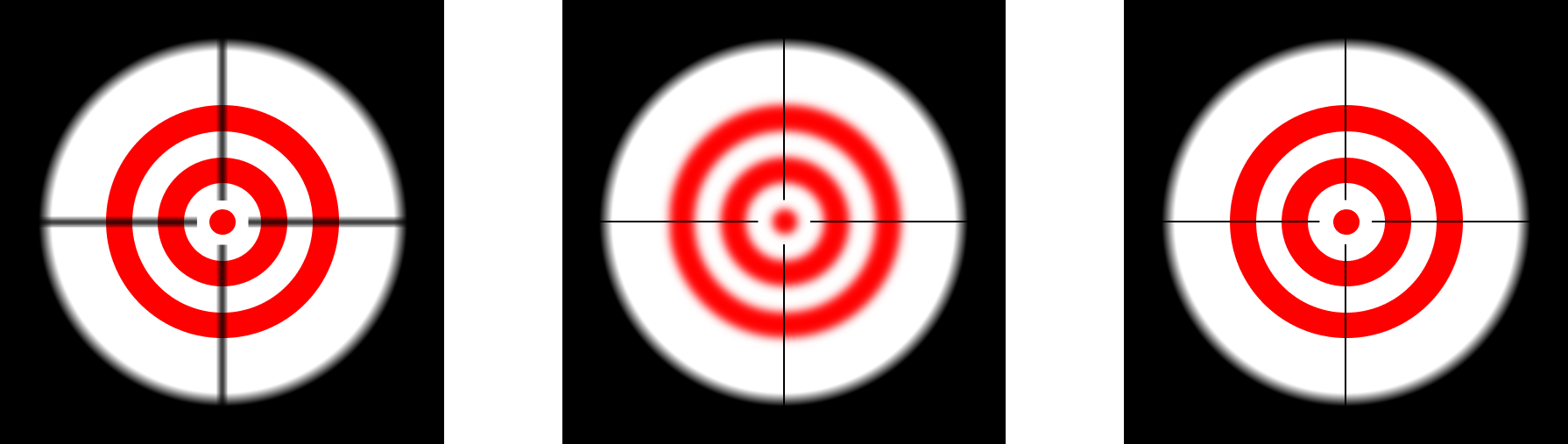
À gauche, la cible est nette mais la mire est floue ; au milieu, c'est l'inverse. À droite, cible et mire sont au point tous les deux grâce au collimateur.